# Kai Owens
Kai Owens (16 augustus 2004) is een Amerikaanse freestyleskiester.

## Carrière
Bij haar wereldbekerdebuut, op 25 januari 2020 in Tremblant, scoorde Owens direct wereldbekerpunten. Een week na haar debuut behaalde ze in Calgary haar eerste toptienklassering in een wereldbekerwedstrijd. Op 5 februari 2021 boekte de Amerikaanse in Deer Valley haar eerste wereldbekerzege.

## Resultaten

### Wereldbeker
Eindklasseringen
| Seizoen   | Algm | MO  |
| --------- | ---- | --- |
| 2019/2020 | 117e | 24e |

Wereldbekerzeges
| Datum           | Plaats      | Onderdeel   |
| --------------- | ----------- | ----------- |
| 5 februari 2021 | Deer Valley | Dual Moguls |